# مدالية
مَدَّاليّة (الاسم العلمي: Tenrecinae)، فُصيلة حيوانات لبونة من فصيلة الالمداليات تستوطن جزيرة مدغشقر.
يضم أكبر أنواع مدال صغير الذيل. جميع أعضاء الجنس يمتلكون أشواكًا تشبه تلك الموجودة في القنافذ للدفاع عن أنفسها ضد الحيوانات المفترسة.